# Соп
Соп (хорв. Sop) — населений пункт у Хорватії, в Загребській жупанії у складі громади Ругвиця.

## Населення
Населення за даними перепису 2011 року становило 404 осіб.
Динаміка чисельності населення поселення:

## Клімат
Середня річна температура становить 10,80 °C, середня максимальна – 25,54 °C, а середня мінімальна – -6,30 °C. Середня річна кількість опадів – 852 мм.
| Клімат поселення                              | Клімат поселення | Клімат поселення | Клімат поселення | Клімат поселення | Клімат поселення | Клімат поселення | Клімат поселення | Клімат поселення | Клімат поселення | Клімат поселення | Клімат поселення | Клімат поселення | Клімат поселення |
| Показник                                      | Січ.             | Лют.             | Бер.             | Квіт.            | Трав.            | Черв.            | Лип.             | Серп.            | Вер.             | Жовт.            | Лист.            | Груд.            |                  |
| Середній максимум, °C                         | 6,12             | 8,22             | 12,80            | 17,42            | 22,59            | 25,54            | 24,85            | 24,02            | 20,00            | 14,70            | 8,94             | 4,96             |                  |
| Середня температура, °C                       | −0,08            | 2,00             | 6,60             | 11,20            | 16,38            | 19,33            | 20,98            | 20,15            | 16,11            | 10,84            | 5,06             | 1,08             |                  |
| Середній мінімум, °C                          | −6,3             | −4,21            | 0,38             | 5,00             | 10,16            | 13,12            | 17,10            | 16,26            | 12,24            | 6,96             | 1,19             | −2,78            |                  |
| Норма опадів, мм                              | 50               | 47               | 56               | 66               | 74               | 91               | 76               | 86               | 80               | 81               | 84               | 61               |                  |
| Середньомісячна швидкість вітру, м/с          | 1.80             | 2.00             | 2.40             | 2.30             | 2.10             | 1.90             | 1.90             | 1.70             | 1.70             | 1.70             | 1.80             | 1.80             |                  |
| Середньомісячна сонячна радіація, кДж/м²·день | 4104             | 6865             | 10521            | 14966            | 19173            | 21103            | 21996            | 19271            | 14171            | 8759             | 4527             | 3320             |                  |
| --------------------------------------------- | ---------------- | ---------------- | ---------------- | ---------------- | ---------------- | ---------------- | ---------------- | ---------------- | ---------------- | ---------------- | ---------------- | ---------------- | ---------------- |
| Джерело:                                      |                  |                  |                  |                  |                  |                  |                  |                  |                  |                  |                  |                  |                  |